# Blastobotrys elegans
Blastobotrys elegans är en svampart som beskrevs av de Hoog, Rant.-Leht. & M.T. Sm. 1985. Blastobotrys elegans ingår i släktet Blastobotrys och familjen Trichomonascaceae.   Inga underarter finns listade i Catalogue of Life.